# 羊箱魨
羊箱魨（Caprichthys gymnura）是六稜箱魨科下羊箱魨屬的唯一一種，原産於澳大利亞南岸大陸架的水域中。深度為40—200（130—660英尺）。長度為11（4.3英寸）。